# Renée Bouveresse
Pour les articles homonymes, voir Bouveresse.
Renée Bouveresse-Quilliot est une philosophe française.

## Biographie
Ancienne élève de l'ENS, agrégée de philosophie, docteur en psychologie (1974) et en philosophie (1976), elle est actuellement maître de conférences à l'université de Bourgogne. Elle travaille notamment sur la pensée de Wittgenstein et de Karl Popper, la critique de la psychanalyse et l'esthétique. Elle est considérée comme une des spécialistes françaises de Karl Popper.
Cousine germaine du philosophe Jacques Bouveresse, nièce de l'abbé Bernard Bouveresse, et cousine distante de l'abbé Alfred Bouveresse, elle est l'épouse du philosophe Roland Quilliot.

## Œuvres
- Renée Bouveresse, Karl Popper ou le Rationalisme critique, Paris, J. Vrin, coll. « Bibliothèque d'histoire de la philosophie », 1978, 191 p., 22 cm (BNF 34609546)Rééditions en 1981 et 1998.
- Renée Bouveresse-Quilliot et Roland Quilliot, Les Critiques de la psychanalyse, Paris, Presses universitaires de France, coll. « Que sais-je ? » (no 2620), 1991, 125 p., 18 cm (ISBN 2-13-044062-2, BNF 35472256)Rééditions en 1992 et 1995.
- Renée Bouveresse, Spinoza et Leibniz : l'idée d'animisme universel, Paris, J. Vrin, coll. « Bibliothèque d'histoire de la philosophie », 1992, 335 p., 22 cm (ISBN 2-7116-1123-X, BNF 35537552, lire en ligne)Étude suivie de la traduction inédite d'un texte de Leibniz sur l’Éthique de Spinoza, et d'un texte de Louis Meyer.
- Renée Bouveresse, Leibniz, Paris, Presses universitaires de France, coll. « Que sais-je ? » (no 2868), 1994, 127 p., 18 cm (ISBN 2-13-046256-1, BNF 35706093)
- Renée Bouveresse, Esthétique, psychologie et musique : l'esthétique expérimentale et son origine philosophique chez David Hume, Paris, Lyon, J. Vrin et IIEE Institut interdisciplinaire d'études épistémologiques, coll. « Science, histoire, philosophie », 1995, 648 p., 25 cm (ISBN 2-7116-8289-7 et 2-910425-04-5, BNF 35796797)
- Renée Bouveresse-Quilliot, L'Empirisme anglais : Locke, Berkeley, Hume, Paris, Presses universitaires de France, coll. « Que sais-je ? » (no 3233), 1997, 125 p., 18 cm (ISBN 2-13-048256-2, BNF 36181231)
- Renée Bouveresse, L'Expérience esthétique, Paris, Armand Colin, coll. « U. Philosophie », 1998, 340 p., 24 cm (ISBN 2-200-01702-2, BNF 36703361)
- Renée Bouveresse, La Philosophie et les Sciences de l'homme, Paris, Ellipses, coll. « Philo », 1998, 64 p., 19 cm (ISBN 2-7298-5803-2, BNF 37030633)
- Renée Bouveresse, L'Esthétique expérimentale, Paris, Ellipses, coll. « Philo », 1999, 94 p., 19 cm (ISBN 2-7298-4930-0, BNF 37047107)
- Renée Bouveresse, Le Rationalisme critique de Karl Popper, Paris, Ellipses, coll. « Philo », 2000, 78 p., 19 cm (ISBN 2-7298-0058-1, BNF 37109263)